# 1993 RP
1993 RP é um objeto transnetuniano é um objeto transnetuniano que está localizado no cinturão de Kuiper, uma região do Sistema Solar. Este corpo celeste está em uma ressonância orbital de 4:5 com o planeta Netuno. Foi um dos primeiros objetos transnetunianos descobertos depois de Plutão e Caronte, sendo descoberto um dia depois do (385185) 1993 RO e um dia antes do (15788) 1993 SB, mas não foi observado por tempo suficiente para determinar sua órbita e acabou se perdendo e se tornando um planeta menor perdido por mais de duas décadas. 1993 RP foi observado por acaso em 2015-2016 por Edward Ashton, John Kavelaars e Brett Gladman no Observatório Mauna Kea, mas foi anunciado como um novo objeto sob a designação provisória 2015 VR202. 2015 VR202 não foi reconhecido como o mesmo objeto que 1993 RP até ser identificado como sendo por Peter VanWylen em 14 de agosto de 2023. Ele possui uma magnitude absoluta de 9,3 e tem uma estimativa de diâmetro com cerca de 50 quilômetros.

## Descoberta
1993 RP foi descoberto no dia 15 de setembro de 1993 pelos astrônomos D. C. Jewitt e J. X. Luu, através de um telescópio de 2,2 metros do Observatório de Mauna Kea.

## Órbita
A órbita de 1993 RP tem uma excentricidade de 0,114 e possui um semieixo maior de 39,329 UA. O seu periélio leva o mesmo a uma distância de 34,863 UA em relação ao Sol e seu afélio a 43,795 UA.